# Нотари, Луи
Луи Нотари (фр. Louis Notari, лиг. Luì Notari; Монако, 2 октября 1879 — Монако, 3 сентября 1961) — монегаскский общественный деятель, писатель, автор текста Гимна Монако. Он считается отцом литературы Монако и «пробуждающим народное сознание» монегаска.

## Биография
Родился 2 октября 1879 года в Монако в одной из старейших семей.
Учился в средней классической школе княжества, где познакомился с Гийомом Аполлинером. По совету родителей Луи выбрал профессию архитектора.
Окончив политехнический университет в Турине, получил диплом инженера-архитектора и был назначен главным инженером — директором департамента общественных работ имени князя Альбера I. Среди многих его проектов — создание экзотического сада в Монако (открыт для всеобщего посещения в 1933 году); большой водный коллектор; дорога, соединяющая Монако и Ниццу; благоустройство районов княжества; создание больницы и кладбища, а также нескольких транспортных артерий города. Работал в этой должности до 1943 года и оставался почётным главным инженером до своей смерти.
В 1944 году Луи Нотари был назначен государственным советником, являлся членом муниципального совета с 1946 по 1955 годы — выполнял функции второго заместителя мэра, курирующего общественные работы. Кроме того, был председателем Совета директоров Фонда Гектора Отто (работа с пожилыми людьми Монако).
Умер 3 сентября 1961 года.

## Награды
- Награждён многими наградами, среди которых орден Святого Карла, орден Короны Италии и орден Святого Григория Великого.

## Память
- Одна из улиц и национальная библиотека Монако носят его имя.